# 香芝市立真美ヶ丘東小学校
香芝市立真美ヶ丘東小学校（かしばしりつ まみがおかひがししょうがっこう）は、奈良県香芝市にある公立小学校。

## 沿革
- 1983年（昭和58年）4月5日 - 香芝町立真美ヶ丘東小学校として開校。第一回入学式と始業式挙行[1]。
- 1984年（昭和59年）2月16日 - 校歌披露。
- 1988年（昭和63年）4月1日 - 真美ヶ丘西小学校新設に伴い校区変更。
- 1991年（平成3年）10月1日 - 香芝町の市制施行により、香芝市立真美ヶ丘東小学校となる。

## 校区
- 瓦口
- 真美ヶ丘2丁目
- 真美ヶ丘3丁目
- 真美ヶ丘4丁目
- 真美ヶ丘6丁目
- 真美ヶ丘7丁目
- 別所
- 別所東

など

## 環境
- 正門から右に曲がると真美ヶ丘幹線に接続する。
- また、西門はかつらぎの道に接続し、生徒の登校に使用されている。
- 最寄駅は近鉄大阪線五位堂駅である。
- 校舎の周りには緑もたくさんある。

## その他
- 児童たちは「真美っ子」と呼ばれている。
- 生徒は約630人、1学年あたりの学級数は3学級か4学級である。（ほとんどが3学級。）
- 進学する公立中学校は、香芝市立香芝東中学校となる。
- 市内などの近隣地域では「東小」と呼ばれている。

## 通学区域が隣接している学校
- 香芝市立真美ヶ丘西小学校
- 香芝市立五位堂小学校
- 大和高田市立陵西小学校
- 大和高田市立磐園小学校
- 広陵町立真美ヶ丘第一小学校
- 広陵町立真美ヶ丘第二小学校